# كفر إبراهيم
كفر إبراهيم، قرية تابعة للوحدة المحلية لقرية محلة أبو علي، التابعة لمركز دسوق التابع لمحافظة كفر الشيخ في جمهورية مصر العربية.

## توابع القرية
لا يوجد لها أي توابع من عزب وكفور ونجوع.

## السكان
حسب إحصاءات عام 2006، بلغ عدد سكان كفر إبراهيم 6,525 نسمة، منهم 3,343 ذكر و3,182 أنثى.